# Authe
Authe är en kommun i departementet Ardennes i regionen Grand Est (tidigare regionen Champagne-Ardenne) i nordöstra Frankrike. Kommunen ligger  i kantonen Le Chesne som ligger i arrondissementet Vouziers. År 2022 hade Authe 93 invånare.

## Befolkningsutveckling
Antalet invånare i kommunen Authe
Referens: INSEE